# Eberhard von Stetten

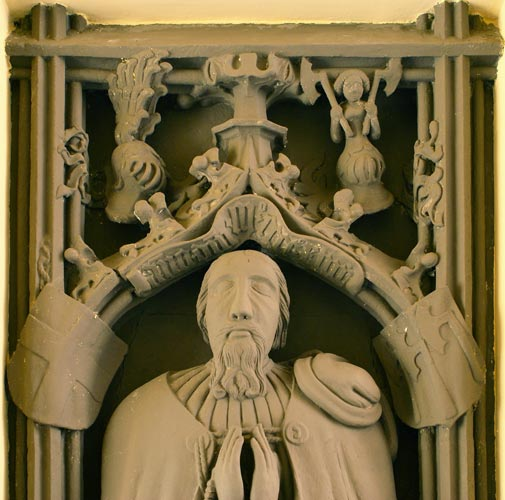
Epitaph für Eberhard von Stetten auf Schloss Horneck

Eberhard von Stetten († 5. März 1447) war ein Ordensritter. Er war seit 1406 Deutschordensritter, anschließend  Comthur der Kommende Virnsberg und dann der Kommende Nürnberg. Von 1441/1443 bis 1447 war Stetten Deutschmeister des Ordens. Das Geschlechts-Register Der Reichs Frey unmittelbaren Ritterschafft Landes zu Francken Löblichen Orts Ottenwald führt zu Eberhard von Stetten Folgendes auf: „Eberhard von Stetten des hohen deutschen Ordens Ritter, ward anno 1444 zum 24sten Deutschmeister über die deutsch- und italiänischen Lande, wie auch zum Fürsten des Heiligen Römischen Reichs, erwählet, und bestätiget, regierete 4 Jahre und verstarb anno 1448.“

## Herkunft
Eberhard von Stetten entstammte einem fränkischen Adelsgeschlecht, das schon einige Ordensritter hervorgebracht hatte, darunter auch mehrere Deutschmeister. Zürich von Stetten war Deutschmeister von 1293 bis 1323 und Ulrich I von Stetten von 1329 bis 1330.

## Komthur zu Nürnberg
1424 und 1434 war Eberhard von Stetten Komthur zu Nürnberg.

## Deutschmeister

### Gütertausch zwischen Deutschrittern und Johannitern
Einer der wichtigsten Vorgänge, die in Stettens Amtszeit fielen, war der angebahnte Gütertausch zwischen Deutschorden und Johanniterorden. Schon Stettens Vorgänger, Eberhard von Saunsheim, hatte mit dem Hochmeister Konrad von Erlichshausen intern über einen solchen Tausch verhandelt. Diese Absprachen waren nötig, weil die abzugebenden Güter dem Deutschmeister direkt unterstanden und nicht mehr dem Hochmeister. Dies war die Folge eines Machttransfers zugunsten des Deutschmeisters, der spätestens unter Stettens Vorgänger begann. Auch Stetten konnte seine Machtbasis weiter ausbauen. Bei dem von seinem Vorgänger vorgeschlagenen Tauschgeschäft ging es um einen Tausch von Apulien und Besitzungen um Neapel  der Deutschordensritter gegen Alt- und  Neumark der Johanniter. Zudem sollte, wie auch schon von Saunsheim gefordert hatte, die bisherige hochmeisterliche Kammerballei Koblenz direkt dem Deutschmeister unterstehen. Stetten schaffte es, unter Ausschluss des Hochmeisters alleine mit Andreas Ruperti, Verhandlungsführer auf Seiten der Johanniter, zu verhandeln. Zwar wandte sich der Hochmeister im April 1446 mit einem Schreiben an Stetten, um den Tausch und weitere Themen wie Personal- und Besitzverhältnisse genauer zu besprechen, doch dies wurde praktisch ignoriert. Bernhart Jähnigs Aussage, nach der „auf dieses Schreiben [...] nicht unmittelbar etwas Greifbares erfolgt“ ist, ist noch deutlich untertrieben, denn erst 1451 fanden zum Thema des Gütertauschs wieder Gespräche zwischen Hochmeister und Deutschmeister statt.

### Herausforderungen im Amt
Gleichzeitig hatte Eberhard von Stetten an anderer Stelle große Probleme. Aus einem Schreiben vom Kontur von Althaus im Kulmerland an den Hochmeister geht hervor, dass der Deutschmeister aufgrund schwerer Schäden, die die Armagnaken am Oberrhein und in der Ballei Lothringen angerichtet hatten, verschuldet war. Dieter Heckmann vermutet, dass Stetten „nunmehr außerstande war, die seit 1388 dem Hochmeister verpfändete Ballei Elsass-Burgund einzulösen.“ Folglich musste er die Verpfändung bestätigen.

### Friede von Konstanz
Nach der Schlacht bei Ragaz, der letzten militärischen Auseinandersetzung im Alten Zürichkrieg, wurden die Feindseligkeiten auf Initiative dreier Kurfürsten in Konstanz unter Leitung des Pfalzgrafen und Reichsvikars Ludwig IV. am 12. Juni 1446 eingestellt. Diese Friedensgespräche sind auch als Friede von Konstanz bekannt. Geschichten schweizerischer Eidgenossenschaft berichtete dazu: „Nachdem zu Ragaz alle Hoffnung, die Schweiz zu bezwingen, verschwunden, wurden die Herren williger. Diese Stimmung [...] benutzte Ludwig mit dem ehrwürdigsten Eifer zur Vereinigung der Parteien auf dem Friedenscongress zu Constanz. Er selbst erschien [...] mit seines Hauses vornehmsten Freunden, dem alterfahrenen obersten Rath von Kurmainz, den Hochmeistern des Deutschen und Johanniterordens, mit einem Gefolge von 300 Pferden.“ Stettens Personalie wurde folgendermaßen zusammengefasst: „Eberhard von Stetten, in Deutschen und Welschen Landen Meister; auch er im Kurpfälzischen Rathe; Etterlin.“
Eine andere Quelle geht auf den Grund von Stettens Teilnahme genauer ein: „Auch der Hochmeister des Deutschen Ordens, Eberhard von Stetten, wohnte im Jahr 1446 dem eben erwähnten Friedenskongresse zu Constanz bei, weil die Wiederherstellung der Ruhe in der Schweiz dem Orden wegen seiner Besitzungen in diesem Lande wichtig war.“

### Residenz
Da sich die Deutschmeister seit jeher überwiegend am Kaiserhof aufhielten, hatten sie meist keine richtige Residenz, und während Schloss Horneck am Neckar oft als solche beschrieben wurde, war das Schloss kein ständiger Sitz. Erst Eberhard von Stetten etablierte im Jahr 1444 einen ständigen Sitz in Bad Mergentheim.
Die Nachbildung der Grabplatte von Eberhard von Stetten befindet sich auf Schloss Horneck am Neckar. Das Original aus Sandstein stand in der ehemaligen Schlosskapelle, befindet sich aber nun im Besitz des Deutschordens in Wien.

### Tod und Nachfolge
Eberhard von Stetten starb nach übereinstimmenden Quellen noch während seiner Amtszeit eines natürlichen Todes. Das Todeszeitpunkt wird zumeist mit Frühjahr 1447 angegeben. Im Werk Geschichte Preussens: Bd. Die Zeit vom Hochmeister Konrad von Erlichshausen 1441 bis zum Tode des Hochmeisters Ludwig von Erlichshausen 1467 wird Folgendes vermutet: „Der 9te Mai 1447 scheint wohl offenbar die richtige Zeit seines Todes zu sein, denn diesen Tag führt Bachem Chronolog.“ Eberhard von Stetten liegt auf Burg Horneck, seinem ersten Sitz, neben fünf weiteren Deutschmeistern des 15. und 16. Jahrhunderts begraben.
Die Sitte, dass bei der Wahl des neuen Deutschmeisters dem Hochmeister zwei potenzielle Nachfolger präsentiert werden, von denen er einen bestätigte, war schon bei der Wahl Stettens ignoriert worden. Der Hochmeister hatte diesen nur unter der Bedingung bestätigt, dass sich in der Zukunft wieder an die alte Sitte gehalten werde. Als die Rathsgebietigen nach dem Tod Stettens jedoch schon wieder nur einen Nachfolger vorschlugen, nämlich Jost von Venningen, sah der Hochmeister sein Vorrecht verletzt und verlangte die Aufstellung eines Gegenkandidaten und die Unterzeichnung einer Erklärung, dass solche Praktiken in der Zukunft zu unterlassen seien. Zwar entschied sich der Hochmeister am Ende für den von den Rathsgebietigern unterstützten Kandidaten, der Kampf um Einfluss im Orden verzögerte aber die Bestimmung eines Nachfolgers erheblich. Am Ende wurde Jost von Venningen im September 1447 in Frankfurt zum neuen Deutschmeister bestimmt.